# Askia Daoud

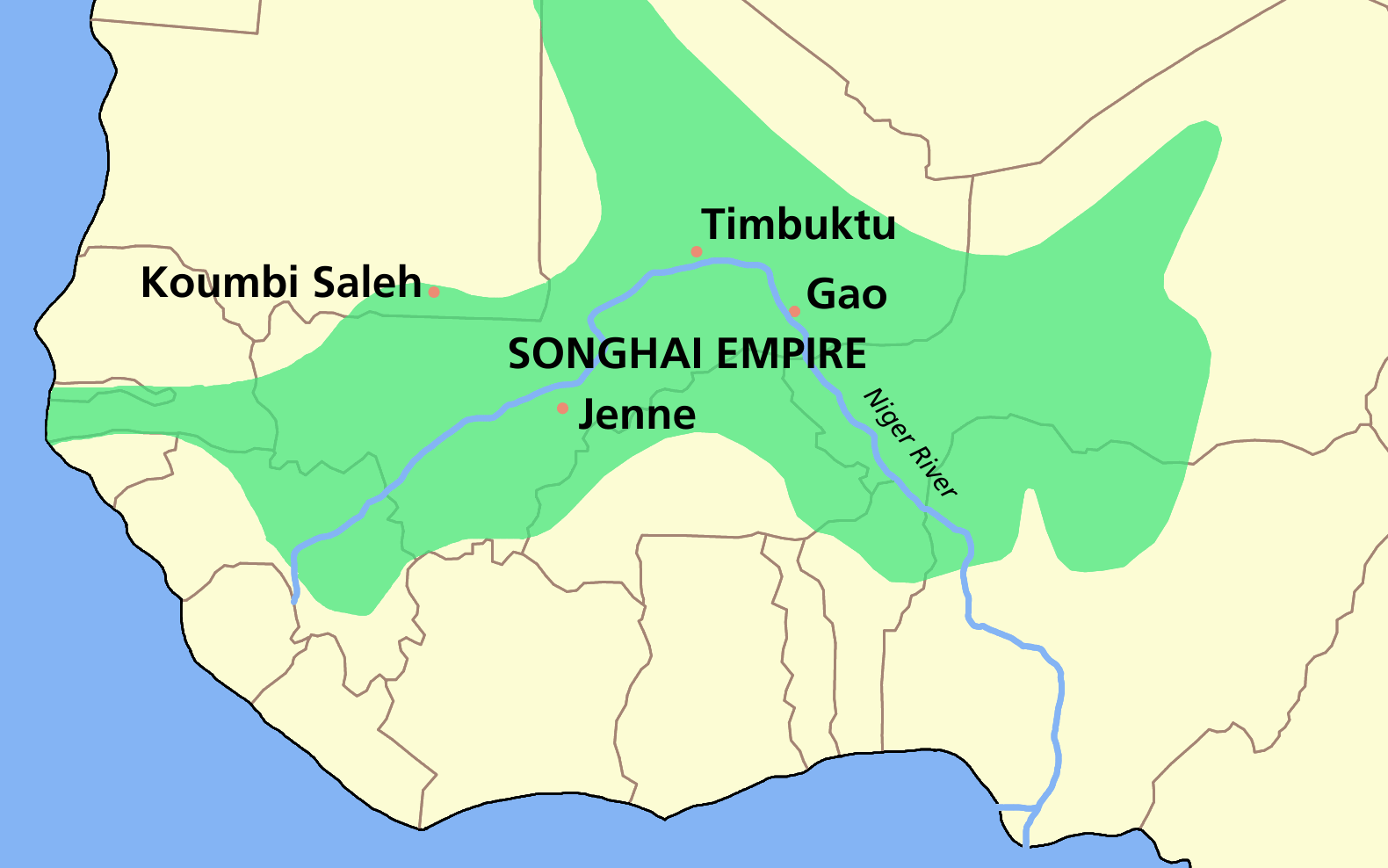
Songhairikets utbredning runt år 1500.

Askia Daoud (även känd som Askia Dawud) var en härskare/ledare i Songhairiket 1549-1582. Daoud kom till makten efter att hans bror Askia Ishaq I dött 1549. Imperiet fortsatte att expandera  under Daouds regim och det var få interna strider. Efter hans bortgång uppstod dock stridigheter om vem som skulle efterträda honom, strider som försvagade imperiet och som i sin tur påverkade utgången av den marrockanska invasionen 1591.  

## Böcker i ämnet
- Cissoko, Sékéné Mody, Tombouctou et l'Empire songhay, L'Harmattan, 1996, ISBN 2-7384-4384-2
- Jolly, Jean, Histoire du continent africain, tome 1 (sur 3), L’Harmattan, 1996, ISBN 2-7384-4688-4

Denna artikel är helt eller delvis baserad på engelska wikipedia.